# Königs Wusterhausen
Königs Wusterhausen (wymowaⓘ) (do 1718 Wendisch Wusterhausen, dolnołuż. Parsk) – miasto we wschodnich Niemczech w kraju związkowym Brandenburgia, w powiecie Dahme-Spreewald, nad rzekami Dahme i Notte.
Jest największym miastem powiatu Dahme-Spreewald i częścią berlińskiej aglomeracji. Leży około 30 km na południowy wschód od centrum Berlina. Skrót używany regionalnie dla nazwy miasta to KW.

## Historia
Najstarsza zachowana wzmianka o miejscowości pochodzi z 1320 roku. W latach 1373–1415 wraz z Marchią Brandenburską pod panowaniem Czech. Od 1701 w granicach Prus, a od 1871 Niemiec. W 1935 Königs Wusterhausen otrzymał prawa miejskie.
W latach 1949–1990 część NRD i miasto powiatowe w okręgu Poczdam. 14 sierpnia 1972 roku nieopodal miasta miała miejsce katastrofa lotnicza samolotu Ił-62. W tym samym roku w wyniku orkanu zawaliła się jedna z wież radiowej stacji nadawczej.
W 1993 roku miasto straciło status miasta powiatowego na rzecz Lubina (niem. Lübben) w nowo powstałym powiecie Dahme-Spreewald, jednocześnie przy zachowaniu kilku instytucji powiatowych, m.in. urzędu skarbowego czy sądu rejonowego. W 2003 roku w wyniku reformy administracyjnej ówczesne miasto zostało rozszerzone o siedem miejscowości okolicznych.

## Podział administracyjny
Miasto podzielone jest na dawną gminę miejską oraz siedem jednostek administracyjnych (Ortsteile), stan ludności według danych z 31 sierpnia 2022 roku:
- Königs Wusterhausen – 19 060 mieszkańców
- Diepensee – 360 mieszkańców
- Kablow (dolnołuż. Kobłow[3]) – 944 mieszkańców
- Niederlehme – 3279 mieszkańców
- Senzig – 3493 mieszkańców
- Wernsdorf – 1742 mieszkańców
- Zeesen – 5882 mieszkańców
- Zernsdorf – 4491 mieszkańców

## Zabytki
- Pałac w Königs Wusterhausen – pałac myśliwski Fryderyka Wilhelma z XVII wieku[4];
- Pierwsza radiowa stacja nadawcza w Niemczech, działająca od 22 grudnia 1920, nadająca na falach długich;
- Dworzec kolejowy z roku 1880;
- Kościół ewangelicki z XVII wieku;
- Wieża ciśnień z roku 1910;
- Port rzeczny (zwłaszcza dla ładunków masowych)

## Demografia
| Rok  | Populacja |
| ---- | --------- |
| 1875 | 5 033     |
| 1890 | 6 030     |
| 1910 | 12 062    |
| 1925 | 13 159    |
| 1939 | 19 286    |
| 1946 | 20 902    |
| 1950 | 21 320    |
| 1964 | 23 155    |

| Rok  | Populacja |
| ---- | --------- |
| 1971 | 24 728    |
| 1981 | 29 078    |
| 1985 | 30 738    |
| 1989 | 30 176    |
| 1995 | 29 447    |
| 2000 | 31 522    |
| 2005 | 33 092    |
| 2010 | 33 981    |

| Rok  | Populacja |
| ---- | --------- |
| 2015 | 35 765    |
| 2016 | 36 468    |
| 2017 | 36 706    |
| 2018 | 37 190    |
| 2019 | 37 639    |
| 2020 | 38 111    |
| 2021 | 38 283    |

## Transport
Niedaleko miasta krzyżują się autostrady A10 jako zewnętrzna obwodnica Berlina (Berliner Ring) i główne połączenie wschód-zachód oraz A13 i A113 jako połączenie Berlina z Dreznem i Wrocławiem.
W mieście znajduje się stacja kolejowa Königs Wusterhausen, końcowa stacja linii S46 berlińskiej szybkiej kolei miejskiej oraz przystanek regionalnych połączeń pomiędzy Berlinem a Chociebużem. Istnieją ponadto bezpośrednie regionalne połączenia autobusowe m.in. do Erkner, Teupitz, Zossen i do Berlina (dzielnica Schmöckwitz).
W pobliżu miasta znajduje się międzynarodowy port lotniczy Berlin-Brandenburgia.

## Sport
- Netzhoppers KW – klub piłki siatkowej mężczyzn
- FSV Eintracht 1910 – klub piłki nożnej
- WSG 1981 Königs Wusterhausen (Red Dragons) – klub koszykarski

## Współpraca
Miejscowości partnerskie:
- Germantown, Stany Zjednoczone
- Hückeswagen, Nadrenia Północna-Westfalia
- Przybram, Czechy
- Schiffdorf, Dolna Saksonia
- Steglitz-Zehlendorf, Berlin